# Giacinto Pullino (sous-marin)
Le Giacinto Pullino est un sous-marin, navire de tête de la classe Pullino, en service dans la Regia Marina lancé au début des années 1910 et ayant servi pendant la Première Guerre mondiale.
Il est nommé en l'honneur de Giacinto Pullino (1837-1898), un ingénieur naval italien, constructeur du Génie naval et homme politique du royaume d'Italie .

## Caractéristiques
La classe Pullino déplaçait 355 tonnes en surface et 405 tonnes en immersion. Les sous-marins mesuraient 42,3 mètres de long, avaient une largeur de 4,17 mètres et un tirant d'eau de 3,69 mètres. Ils avaient une profondeur de plongée opérationnelle de 50 mètres. Leur équipage comptait 2 officiers et 17 sous-officiers et marins.  
Pour la navigation de surface, les sous-marins étaient propulsés par deux moteurs diesel FIAT de 730 chevaux-vapeur (cv) (537 kW) chacun  entraînant deux arbres d'hélices. En immersion, chaque hélice était entraînée par un moteur électrique  Savigliano de 260 chevaux-vapeur (191 kW). Ils pouvaient atteindre 14 nœuds (25,9 km/h) en surface et 10 nœuds (18,5 km/h) sous l'eau. En surface, la classe Pullino avait une autonomie de 2 700 milles nautiques (5 000 km) à 8 noeuds (14,8 km/h); en immersion, elle avait une autonomie de 170 milles nautiques (314 km) à 2,5 noeuds (4,6 km/h).
Les sous-marins étaient armés de 4 tubes lance-torpilles de 45 centimètres (2 à l'avant et 2 à l'arrière) et de 2 tubes lance-torpilles encastrés sur le pont arrière de 450 mm, pour lesquels ils transportaient un total de 8 torpilles.

## Construction et mise en service
Le Giacinto Pullino est construit par le chantier naval de l'Arsenal militaire maritime de La Spezia à La Spezia en Italie, et mis sur cale le 2 juin 1912. Il est lancé le 21 juillet 1913 et est achevé et mis en service le 12 décembre 1913. Il est commissionné le même jour dans la Regia Marina.

## Historique
En service en décembre 1913, le Giacinto Pullino passe les premiers mois à La Spezia, engagé (sous le commandement du lieutenant de vaisseau (tenente di vascello) Alberto Bonini) dans la formation de son équipage.
Il est ensuite déployé à Tarente, dans le cadre du IIIe Escadron de sous-marins.
Peu avant que l'Italie n'entre dans la Première Guerre mondiale, il est transféré à Venise, au sein du IIe Escadron (au début de la guerre, il est toujours commandé par le lieutenant de vaisseau Bottini), et opère dans le nord de l'Adriatique, au large des ports austro-hongrois,.
En 1915, il a effectué un total de quinze missions offensives, sans résultat.
De janvier à juin 1916, il a effectué 16 missions, toujours infructueuses, sous le commandement d'abord de Carlo De Donato, puis du lieutenant de vaisseau Ubaldo Degli Uberti.
A minuit, entre le 3 et le 4 juillet 1916, le Pullino quitte Venise sous le commandement du lieutenant de vaisseau Degli Uberti, avec pour mission d'attaquer les routes ennemies passant par le golfe du Kvarner. Le lieutenant de vaisseau Nazario Sauro fait également partie de l'équipage, en tant que pilote; il est Istrien, un irrédentiste bien connu, lors de son premier embarquement dans cette unité, mais il a été pilote de nombreux autres navires et sous-marins italiens pendant la guerre,. 
Vers 8 heures du matin le 4, alors qu'il arrive à quelques milles nautiques du port de Rijeka (en italien : Fiume), il tente d'attaquer un navire marchand aperçu à environ 2 000 mètres, mais le navire, plus rapide que le sous-marin, réussti à s'échapper.
Plus tard, il tente de torpiller un second navire à vapeur, le Nasazio d'environ 300 tonneaux de jauge brute (tjb). Le navire manœuvre pour éviter les torpilles; l'une d'elles passe sous sa coque, mais, en raison du faible tirant d'eau du petit navire, elle n'explose pas,. 
Finalement arrivé à une centaine de mètres de l'entrée du port de Fiume, le sous-marin torpille le vapeur San Mauro: une torpille frappe et détruit l'hélice du navire (les dégâts sont irréparables), l'immobilisant, mais ce dernier ouvre le feu, obligeant le Pullino à s'éloigner,.
Sur les traces du sous-marin, désormais identifié, sont placés 6 torpilleurs et 3 hydravions. Le Pullino plonge et s'éloigne, évitant de justesse d'être repéré par un des navires austro-hongrois, qui passe à très courte distance. Après avoir passé dix-huit heures en immersion, le sous-marin, désormais proche des côtes italiennes, a pu refaire surface entre les navires italiens et revenir à la base le 6 juillet.

### Echouage
Le 29 juillet 1916, le Pullino appareille pour sa trente-deuxième (et dernière) mission: il doit encore attaquer les navires austro-hongrois amarrés à Fiume,. Il entre dans le chenal entre Unije et l'écueil de Galijola (passage sûr contre les attaques ennemies), mais avec des dangers considérables: les courants rendent la navigation difficile, encore compliquée par le brouillard au coucher du soleil le 30, obligeant à ajouter une vigie à l'avant,. Le 31 juillet à 00h25 du matin, une silhouette blanche est aperçue depuis le bord à tribord. Alors que le sous-marin arrête ses moteurs, afin de manœuvrer pour s'approcher à bâbord, soudainement déplacé par le courant, il s'échoue sur quelques rochers, dérapant fortement à bâbord,.
Pendant la nuit, l'équipage tente de désengager le sous-marin, mais en vain. À l'aube, ayant perdu tout espoir de sauver le sous-marin et ayant aperçu plusieurs navires ennemis dans les environs (un voilier près du rocher, et un second navire se dirigeant vers Unije), il est décidé de détruire le pavillon et les documents,. L'équipage abandonne le sous-marin (après avoir ouvert quelques trous à bord pour tenter de l'inonder) et se pose sur le rocher; un des marins, parvenu au rivage à la nage, prend possession d'un canot pneumatique, avec lequel le commandant en second et d'autres hommes atteignent une plage où ils capturent un voilier (trouvé à sec sur la plage et appartenant au gardien du phare voisin) avec lequel ils tentent de rentrer chez eux. Pendant ce temps, le commandant essaie, sans résultat, d'endommager le sous-marin afin de ne pas le laisser tomber intact entre les mains de l'ennemi,,. Nazario Sauro, conscient du fait que, étant formellement citoyen de l'Empire austro-hongrois, s'il était capturé, il aurait été exécuté comme traître, ne part qu'à 5h15 du matin en direction du sud, sur un bateau à rames, avec peu de provisions et une arme, pour tenter de rejoindre les côtes italiennes,.
A 7h30, le voilier avec l'équipage du Pullino] est intercepté par deux unités austro-hongroises, l'une venant du cap Kamenjak et l'autre, un torpilleur, venant du sud-est: ce dernier, qui a reçu l'ordre d'arrêter le bateau par un coup de canon, fait prisonnier son équipage,. Le canot de Nazario Sauro est également arrêté par des unités ennemies : jugé pour trahison, l'officier sera condamné à mort et pendu le 10 août 1916,. Sa mémoire a été récompensée par la Médaille d'or de la valeur militaire.
Dans la soirée du 1er août, le sous-marin est désengagé à l'aide de deux pontons et pris en remorque. Les pontons se dirigent, avec l'escorte du destroyer Magnet et du torpilleur TB 4, vers Pula, mais les câbles se rompent et le Pullino coule au cap Kamenjak,.
Fin août, deux pontons austro-hongrois sont envoyés, avec l'escorte des torpilleurs côtiers 4 T, 6 T et 50 T et des torpilleurs hauturiers Trabant et Hercules, et le soutien de barges et de navires de scaphandriers, pour récupérer l'épave. Ces unités sont attaquées par le sous-marin italien Argo, qui tente en vain de torpiller les pontons et doit finalement partir après un combat avec le 50 T,. Cependant, les autorités austro-hongroises décident d'abandonner le sauvetage car il est jugé trop risqué.
Entre les 19 et 20 septembre 1929, l'épave du sous-marin (qui gisait à 56 mètres de profondeur, à 1,5 milles nautiques (2,7 km) de Galijola) est remontée à 20 mètres de profondeur à l'aide des remorqueurs Parenzo et Marittimo, du remorqueur dragueur de mines RD 4 et de plongeurs. Remorqué avec beaucoup de cérémonie et en présence de diverses autorités au port de Pula, il coule sur le fond marin à une profondeur de trente mètres à cause d'un câble cassé.
Le 21 février 1931, le Pullino est ramené à la surface et placé en cale sèche. Le 4 mars, les intérieurs sont inspectés et nettoyés; le 6, il y a une explosion (causée par des vapeurs de naphte laissées dans un compartiment), qui brûle quatre hommes et oblige à inonder le sous-marin, qui est ensuite renfloué le 11 mars.
L'épave, à nouveau capable de flotter, est amarrée à une bouée et y reste jusqu'au 3 octobre 1931, date à laquelle, après diverses discussions, elle est enlevée et les travaux de démolition commencent.
La tourelle (kiosque) est exposée comme un monument à Koper en Slovénie, la ville natale de Nazario Sauro, mais, à la suite de l'occupation yougoslave de ces territoires en 1945, la base du monument est démantelée le 7 septembre 1952 et la tourelle est emmenée à la fonderie.